# Waskrijt

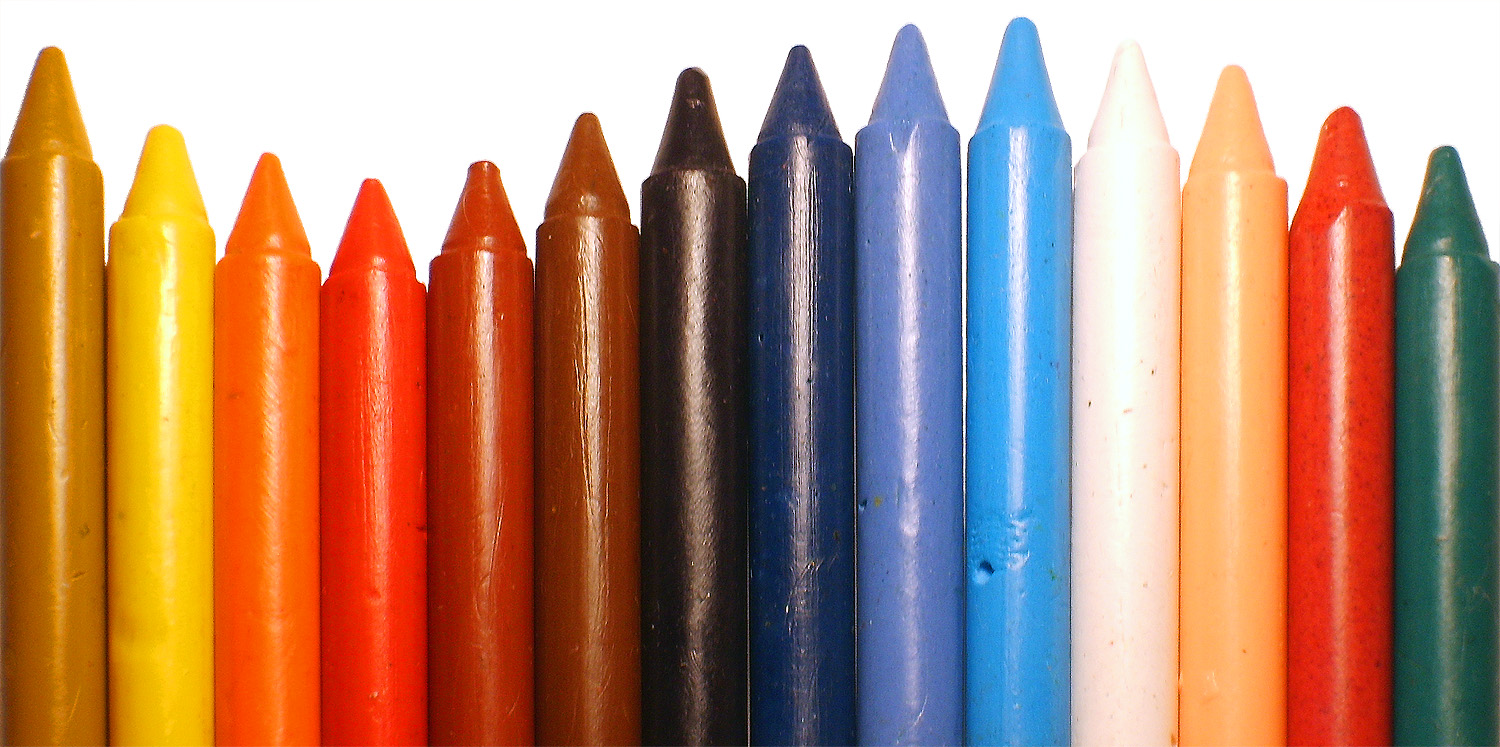
Waskrijt

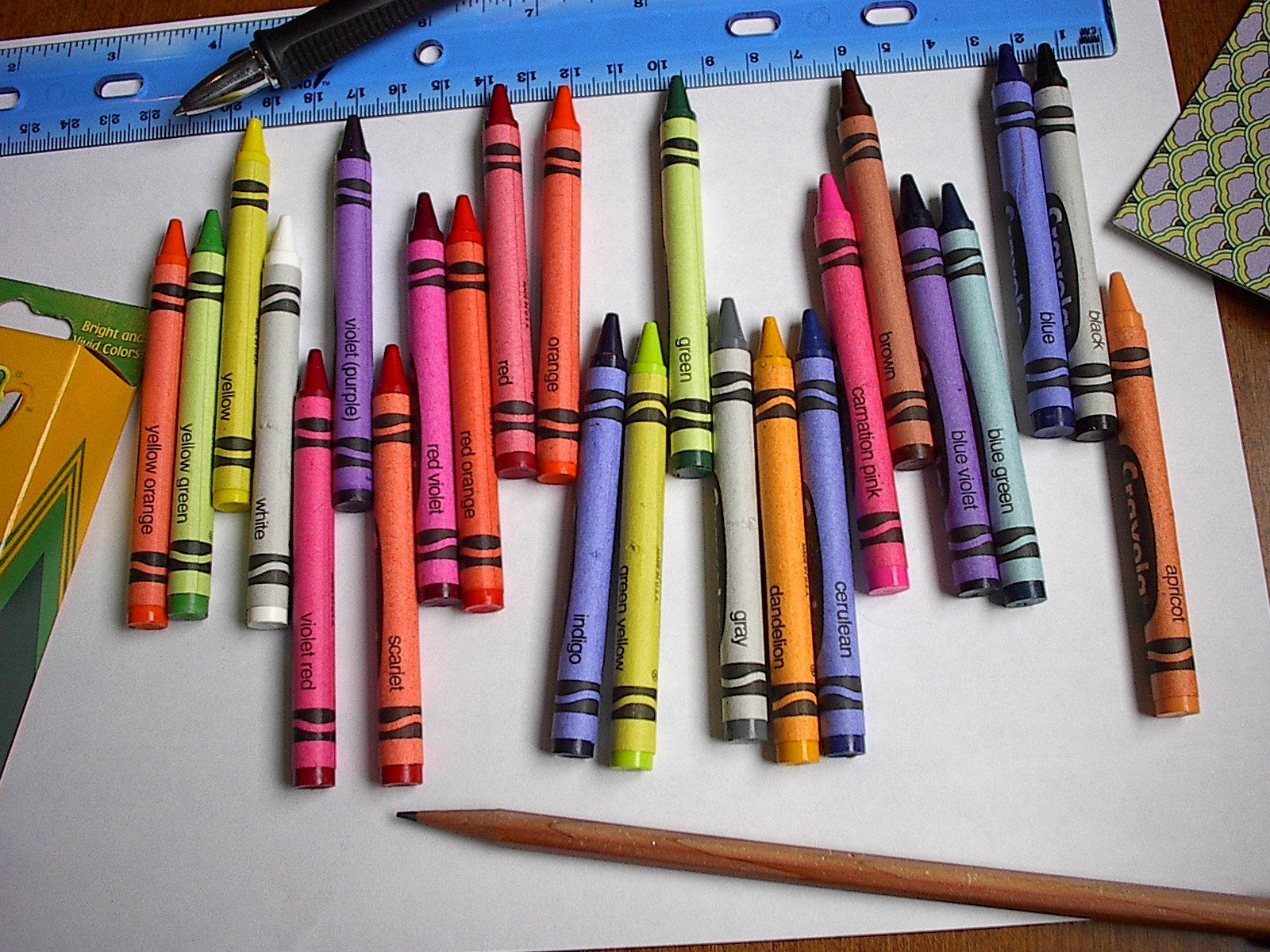
Crayola

Waskrijt is een tekenmateriaal bestaande uit een kleurstift met was als bindmiddel. Het is verwant met, maar niet hetzelfde als, vetkrijt en oliepastel.
In de negentiende eeuw werd er op grote schaal industrieel vetkrijt geproduceerd in een beperkt aantal kleuren. Om dat vetkrijt te verharden werden er wassen aan toegevoegd. Tegen het eind van die eeuw werd er pastelkrijt in dozen uitgebracht. Dat product bleek een groot succes, ook bij kinderen. Een zekere Charles A. Bowley in Massachusetts begon hierop rond 1890 op kleine schaal goedkopere en minder vlekkende en kwetsbare wasstiften als een nieuw product voor kindertekeningen te vervaardigen, waarvan de precieze samenstelling niet meer bekend is. De vraag werd na zekere tijd zo groot dat in 1902 door de American Crayon Co, producent van vetkrijt, onder de merknaam Prang een compleet assortiment voor het tekenonderwijs op de markt gebracht werd, bestaande uit kleurstiften van pure paraffine gemengd met pigment. In 1903 volgde concurrent Binney & Smith met een product dat nog meer aansloeg: acht zogenaamde Crayolas in een doosje voor een nickel. Op dit moment worden Crayolas geleverd in 120 kleuren.
Nog voor de Eerste Wereldoorlog werd het materiaal door vele andere Amerikaanse fabrikanten nagebootst; daarna volgden talloze Aziatische en Europese merken. Tegenwoordig worden er per jaar miljarden waskrijtjes gemaakt. Binney produceerde in 1996 de honderd miljardste Crayola. Vooral in de VS is het gebruik van waskrijt zeer populair: het is daar al een eeuw lang zowel op school als thuis het typische medium om kindertekeningen te maken. Het heeft dus dezelfde dominante positie onder de "droge" media als in Europa het kleurpotlood. Bij het voleinden van zijn tiende levensjaar heeft het gemiddelde Amerikaanse kind 270 Crayolas versleten en de naamsbekendheid van het merk is 98%.
De samenstelling is nog steeds zeer eenvoudig: een wassoort gemengd met pigment of zelfs direct gekleurd door een kleurstof. De stiften kunnen gegoten worden, en/of geperst of door extrusie gevormd; de gegoten zijn het zachtst, de geperste het hardst. De techniek wordt door kunstenaars meestal niet al te serieus genomen. Het bezwaar van de stiften is dat door de grote kleefkracht impasto bijna onmogelijk is: bij het pogen een tweede laag aan te brengen trekt men de onderste weer van het papier. Kleurovergangen zijn alleen door arcering mogelijk. Het merk Caran d'Ache heeft daarom een speciale polyethyleenwas ontwikkeld die dat bezwaar niet heeft en wiens Neocolor daarom door Pablo Picasso als enige waskrijt gebruikt werd.
Een product dat dit nadeel niet bezit is oliepastel dat, zoals de naam al aangeeft, olie als bestanddeel bevat. Sommige duurdere soorten waskrijt worden door de fabrikant "oliepastel" genoemd hoewel er geen olie in zit. Ook bestaan er aquarelstiften: wasstiften waaraan een emulgator met glycol is toegevoegd waardoor ze in water oplosbaar zijn.
De houdbaarheid van tekeningen in waskrijt is door de eenvoudige samenstelling van het bindmiddel groter dan bij oliepastel. Hoewel de was op zich zeer stabiel is, vormt wel efflorescentie een probleem: de was bouwt zich op aan de buitenkant van de stift en de tekening, wat de bekende witte uitslag veroorzaakt. Stiften gemaakt van zuivere bijenwas, zoals van het merk Stockmar, hebben dit probleem niet, maar zijn veel duurder.
In Amerika heten alle waskrijtjes nog steeds Crayolas; in Nederland is de merknaam Wasco van Talens ook zo'n generieke naam geworden.
Twee bekende technieken voor kinderen zijn sgraffito: het bedekken van onderliggende kleurstroken met een laag zwarte dekverf waarna men in de dekverf een tekening uitkrast die de kleur heeft van de onderliggende laag, en het wassen van een waskrijttekening met inkt, zoals ecoline, zodat de krijttekening de inkt afstoot.
In 2000 was er een bezorgdheid over een mogelijke besmetting door asbest van veel populaire merken waskrijt. De Seattle Post liet meerdere merken krijtjes testen en daaruit bleek dat sommige asbest bevatten. In een vervolgonderzoek door de US Consumer Product Safety Commission (CPSC) werden ook sporen gevonden van asbestvezels in kleurpotloden. De fabrikanten meenden echter dat de veiligheid voldoende was. Het bleek dat de asbestvervuiling veroorzaakt werd door het soms gebruiken van talk als bindmiddel of vulmiddel, zoals bijvoorbeeld gebruikelijk is bij kleermakerskrijt. Talk is een verre familie van asbestmineralen en ze komen vaak naast elkaar voor in de natuur. Talk kan daardoor tijdens het delven ook soms besmet raken met asbestvezels.
De CPSC verklaarde dat het risico laag is. Crayola liet een tegenonderzoek doen, hetwelk uitwees dat er niks aan de hand zou zijn. Deze test heeft aangetoond dat het risico te verwaarlozen is, vooral omdat de grootste gevaren door asbest ontstaan wanneer het loskomt en vervolgens wordt ingeademd. Omdat de vezels zijn gevangen in het was is dat laatste bij waskrijt onwaarschijnlijk. Echter, het onderzoek is door een lab van dr. Richard Lee gedaan, dat weer optrad in vele rechtszaken voor de asbestfabrikanten tegen slachtoffers in Amerika en Canada, wat de onafhankelijkheid ervan problematisch maakt.